# Romi Paku
Romi Paku lub Romi Park (jap. 朴 璐美 Paku Romi; kor. 박로미, ur. 22 stycznia 1972) – japońska aktorka, seiyū i piosenkarka koreańskiego pochodzenia. Ma 160 cm wzrostu.

## Życiorys
Urodzona w Edogawa, Tokio, ukończyła Szkołę Muzyki Toho Gakuen i studiowała w Korei Południowej. Na pierwszym Rozdaniu Nagród Seiyū wygrała w kategorii „Najlepsza Główna Bohaterka” za jej rolę Nany Osaki w anime Nana. Jej najbardziej znane role to zazwyczaj nieustępliwi, opanowani i dojrzali nastoletni chłopcy (np. Edward Elric, Tōshirō Hitsugaya, Ren Tao i Natsume Hyūga). Jej żeńskie role również pasują do schematu „nieustępliwej/punkowej dziewczyny” (Nana Osaki w Nanie i Teresa w Claymore).

## Role
Ważniejsze role są pogrubione

### Serie telewizyjne
- Air Master – Maki Aikawa
- Ashita no Nadja – Alan
- Atak Tytanów – Hange Zoë
- Axis Powers Hetalia – Szwajcaria
- Bleach – Tōshirō Hitsugaya
- Blood+ – Kurara
- Blue Dragon – Zola
- Brain Powerd – Kanan
- Claymore – Teresa
- Digimon Adventure 02 – Ken Ichijōji
- Denno Coil – Haraken
- Devil May Cry – Elena
- Digimon Frontier – Mole the Trailmon
- Doraemon: Zeusdesu Naida – Dark Claw
- Dragon Drive – Reiji Oozora
- Deadman Wonderland – Ganta Igarashi
- Eyeshield 21 (Jump Festa 2004) – Kobayakawa Sena
- Fullmetal Alchemist – Edward Elric, matka Armstronga (odcinek 37)
- Galaxy Angel – A (Tsuru)
- Gakuen Alice – Hyūga Natsume/matka Hotaru
- Genesis of Aquarion – Chloe & Kurt Klick
- Get Backers – Young Jubei Kakei
- He Is My Master – Seiichirō Nakabayashi
- Hellsing Ultimate – Walter C. Dornez (jako dziecko)
- Hōseki no kuni – Paparadża
- Innocent Venus – Hijin
- Itazura na Kiss – Yuki Irie
- Kuroshitsuji – Madam Red
- Lupin III Episode 0: First Contact – Elenor
- Majin Tantei Nōgami Neuro – Phantom Thief X
- Major – Taiga Shimizu
- MapleStory – Giru
- Medaka Box – Myouri Unzen
- Mobile Suit Gundam Seed (tylko w edycji specjalnej) – Nicol Amarfi
- Mobile Suit Gundam 00 – Regene Legetta
- Monkey Typhoon – Rarītomu
- Murder Princess – Falis aka Alita
- Nana – Nana Osaki
- Naruto – Temari
- Shin Hokuto no Ken – Bista/Dōha
- Ninja Scroll: The Series – Tsubute
- Oh! My Goddess – Sentarō Kawanishi
- Ojamajo Doremi Sharp – Majoran
- Ojamajo Doremi Dokkān – Majoran & Baba
- Pecola – Rabisan
- Pokémon – Forrest (jap. ジロー Jirō)
- Princess Princess – Yuujirō Shihōdani
- Samurai 7 – Katsushiro Okamoto
- Samurai Sentai Shinkenger – Dayu Usukawa (głos i ludzka postać)
- Shaman King – Tao Ren
- Superior Defender Gundam Force – Shute
- Stellvia of the Universe – Najima Gebour & Masato Katase
- Tatakau Shisho – Hamyuts Meseta
- Tenchi Muyo! GXP – Kyo Komachi
- The Law of Ueki – Kosuke Ueki
- The Mythical Detective Loki Ragnarok – Heimdall/Kazumi Higashiyama
- Toriko – Komatsu
- Turn A Gundam – Loran Cehack
- Yami to Bōshi to Hon no Tabibito – Gargantua (dziecko)
- Yes! Pretty Cure 5 GoGo! – Syrup
- Zaion: I Wish You Were Here – Tao
- Zegapain – Mao Lu-Shen

### Drama CD
- Ai Ore! – Misaki Dōjima
- Bleach: Hanatarō's Lost Item – Tōshirō Hitsugaya
- Bleach: The Night Before the Confusion – Tōshirō Hitsugaya
- Gakuen Alice – Natsume Hyūga
- Kimi to Boku – Kirik
- The Law of Ueki: The Law of Drama – Kōsuke Ueki
- The Law of Ueki: The Law of Radio – Kōsuke Ueki
- Amatsuki – Kuchiha

### Gry
- Bleach: Blade Battlers – Tōshirō Hitsugaya
- Bleach: Blade Battlers 2 – Tōshirō Hitsugaya
- Bleach: Heat the Soul 2 – Tōshirō Hitsugaya
- Bleach: Heat the Soul 3 – Tōshirō Hitsugaya
- Bleach: Heat the Soul 4 – Tōshirō Hitsugaya
- Bleach Wii: Hakujin Kirameku Rondo – Tōshirō Hitsugaya
- Brave Story: New Traveler – Mitsuru
- Dissidia: Final Fantasy – Zidane Tribal
- Yakuza 5 – Mirei Park
- Like a Dragon: Ishin! – Otose
- JoJo’s Bizarre Adventure: Golden Whirlwind – Giorno Giovanna
- Kameo: Elements of Power – Kameo
- Naruto Ultimate Hero 3 – Temari
- Sengoku Basara – Uesugi Kenshin
- Soul Calibur Legends – Iska
- Ueki no Hōsoku: Taosu Zeroberuto Jūdan!! – Kōsuke Ueki
- Phantasy Star Universe – Tonnio Rhima

### Dubbing
- Oblina w AAAHH!!! Real Monsters
- Gerald w Hey Arnold!: The Movie
- Paula Small, Perry w Home Movies
- Joanna d’Arc w Joanna d’Arc
- Laguna w Rune Factory: A Fantasy Harvest Moon
- Libby w serialu Sabrina, the Teenage Witch
- Rayne w Bloodrayne

## Nagrody
- Nagroda Seiyū (2007) za rolę Nany Osaki w Nanie[1]